# Izaak van den Blocke

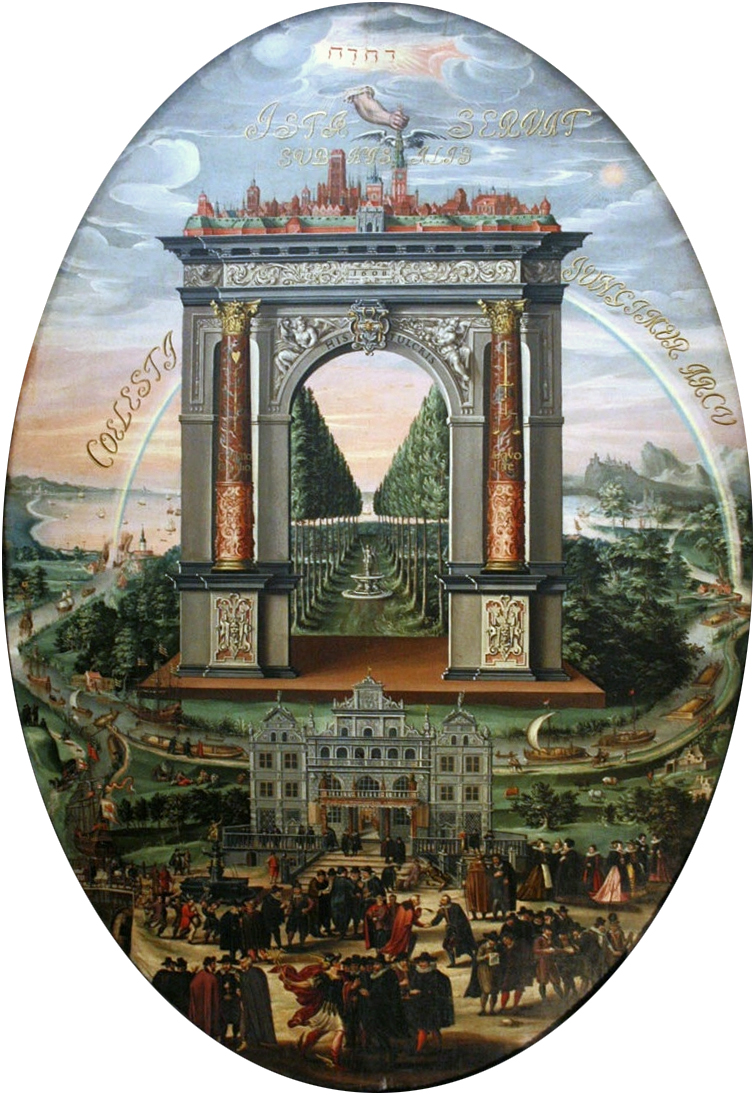
Allegorie des Danziger Handels, 1608

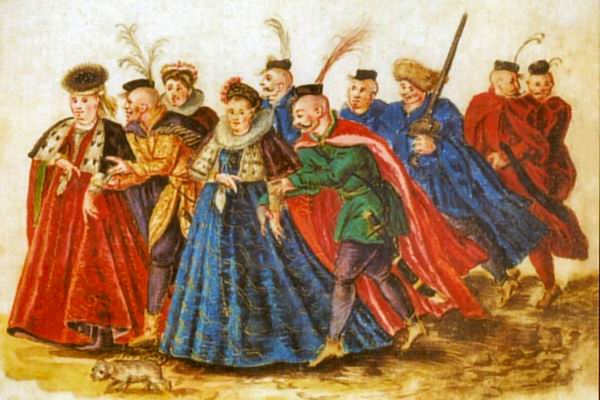
Danziger Bürgerinnen und eine Gruppe Adeliger (um 1608)

Izaak van den Blocke (auch Isaak von dem Block; * um 1575 in Königsberg, Herzogtum Preußen; † 28. Januar 1628 in Danzig, Polnisch-Preußen) war ein flämischstämmiger Maler des Manierismus in Danzig.

## Leben
Isaak van den Blocke stammte aus einer flämischen Künstlerfamilie. Der Vater Willem van den Blocke war Bildhauer, ebenso der Bruder   Abraham, ein weiterer Bruder David wurde Maler. Die Mutter war Dorothea Wolff.
Isaak von dem Block war wahrscheinlich ein Schüler des flämischen Malers Hans Vredeman de Vries in Danzig und arbeitete wohl mit Anton Möller zusammen, von dem er ein Werk nach dessen Tod beendete. 1622 war er Ältermann (Vorsitzender) der Malergilde.
Weitere Angaben zu seinem Leben sind nicht bekannt.
Er starb im Jahre 1628 (nach Angaben des Falckenbergschen Malerbuches), ebenso wie sein Vater Willem und der Bruder Abraham.
siehe auch: van den Blocke (Künstlerfamilie)

## Werk
Izaak van den Blocke schuf allegorische, mythologische und kirchliche Gemälde, schmückte auch Häuserfassaden. Seine Werke gehörten stilistisch zum niederländischen Manierismus.
- Als sein wichtigstes und größtes Werk gelten die 25 Deckengemälde im Roten Saal des Rechtstädtischen Danziger Rathauses, die um 1606–09 entstanden sind.[1] Das Gemälde in der Mitte der Decke stellt die Allegorie des Danziger Handels (oder Apotheose Danzigs) dar.
- Im Anschluss an diese Arbeiten schuf der Künstler in den Jahren von 1611 bis 1614 für die Winterstube (Kleiner Ratssaal, der als Sitzungssaal und als Arbeitszimmer des Bürgermeisters diente) im rechtsstädtischen Rathaus fünf lünettenhafte Leinwandbilder allegorischen Inhalts (Einheit macht stark; Belohnung und Strafe; Amnestie; Gleichheit vor dem Recht; Treueschwur). Drei Wände im Empfangszimmer des Bürgermeisters bedeckte Izaak van den Blocke mit breitformatigen Bildern aus der Geschichte Noahs (Zug aller lebenden Geschöpfe in die Arche; Flucht der Menschen vor den steigenden Wassern der Sintflut; Trunkenheit Noachs); ein viertes Bild zeigt den Turmbau zu Babel.[2]

- In der Zeit um 1614–1620 bemalte der Künstler in einem Gebäude in Danzig (vielleicht dem altstädtische Rathaus in Danzig  oder dem Pfarrhaus in Rosenau bei Danzig) eine neunteilige Decke. Diese Gemälde (Lasset die Kinder zu mir kommen; Allegorie auf den Reichtum; Allegorie auf die Faulheit; Allegorie auf die Wissenschaft; Allegorie auf den Fleiß; Mordszene; Salomo betet im Tempel; Salomos gutes Regiment) auf rechteckigen, runden und ovalen Feldern, die Szenen aus dem Alten und Neuen Testament sowie Mythologien darstellen, befinden sich heute im Germanischen Nationalmuseum in Nürnberg.[3]
- Die Arbeitszeit an den Rathausbildern muss die Glanzzeit Isaaks gewesen sein. Doch lassen sich ihm noch einige andere sehr stattliche Bilder zuweisen, wie z. B. Altarbilder u. a. für die Danziger Kirchen St. Katharinen, 1611 (Altarbilder, links: Die Ausgießung des Heiligen Geistes, rechts: Die Himmelfahrt Christi und Die Auferstehung Christi, Mitte; : Die Kreuzigung Christi, dieses angefangen von Anton Möller[2]); St. Barbara, 1613 (Das Abendmahl, Die Figuren der zwölf Apostel); St. Bartholomäus, 1617 (Das Abendmahl, Christus am Ölberg, Das Jüngste Gericht[2]); Trinitatiskirche (Hochaltar: Das Abendmahl, Die Himmelfahrt Christi, Die vier Evangelisten, Der Prophet Jesaja und Der Apostel Paulus, Der sich opfernde Pelikan u. a.). 1611 schuf er das Gemälde Dianas Jagd für den Artushof in Danzig.[4]

### Lexikonartikel
Über Izaak van den Blocke gibt es kaum biographische Informationen, daher sind die Angaben in den Lexika meist sehr kurz.
- Bozena Steinborn: Izaak van den Blocke. In: Jane Turner (Hrsg.): The Dictionary of Art. London/New York 1996, S. 144 ff.
- Maria Heydel: Blocke, Izaak van den. In: Allgemeines Künstlerlexikon. Die Bildenden Künstler aller Zeiten und Völker (AKL). Band 11, Saur, München u. a. 1995, ISBN 3-598-22751-5, S. 534 f.
- Anna Gosieniecka: Slownik artystow i w Polsce dzialajacych. Band 1, Breslau u. a. 1971, S. 177 ff.
- Gerhard Eimer: Block, von dem. In: Neue Deutsche Biographie (NDB). Band 2, Duncker & Humblot, Berlin 1955, ISBN 3-428-00183-4, S. 309–311 (Digitalisat)., Familienartikel, nur sehr kurz
- Christian Krollmann (Hrsg.): Altpreußische Biographie. Band 1. Königsberg 1941, S. 62.
- Georg Cuny: Block, Isaak von dem. In: Ulrich Thieme, Felix Becker (Hrsg.): Allgemeines Lexikon der Bildenden Künstler von der Antike bis zur Gegenwart. Begründet von Ulrich Thieme und Felix Becker. Band 4: Bida–Brevoort. Wilhelm Engelmann, Leipzig 1910, S. 123 (Textarchiv – Internet Archive).

### Aufsätze über seine Kunstwerke
In einigen Aufsätzen werden die Kunstwerke von Izaak van den Blocke ausführlich beschrieben
- Rainer Kobe: Eine Deutung des Danziger Deckengemäldes (9-teilig) von Isaac van den Blocke im Germanischen Nationalmuseum in Nürnberg. In: Porta aurea 10. 2011, Instytut Historii Sztuki Uniwersytetu Gdańskiego, Danzig 2011, ISSN 1234-1533, S. 24–47. Digitalisat
- V. Petkau, P. Block: Das Blockbuch. Selbstverlag, 2007, S. 12–19. (PDF, 3,16 MB), ausführliche Beschreibung der Kunstwerke, mit vielen Abbildungen.
- Teresa Grzybkowska: Między sztuką a polityką. Sala Czerwona Ratusza Głównego Miasta w Gdańsku. Zwischen Kunst und Politik. Der Rote Saal des Rechtstädtischen Rathauses in Danzig.  Agencja Reklamowo-Wydawnicza Arkadiusz Grzegorczyk, Warszawa 2003, ISBN 83-88823-22-1. doi:10.11588/diglit.42437; Digitalisat (polnisch und deutsch)
- Andreas Tacke: Die Gemälde des 17. Jahrhunderts im Germanischen Nationalmuseum, Nürnberg. Bestandskatalog, Mainz 1995, S. 46–56. Über Blockes Gemälde in Nürnberg
- Eugeniusz Iwanoyko: Sala Czerwona ratusza gdańskiego. Ossolineum, Wrocław 1986, über Blockes Deckengemälde im Roten Saal des Rechtstädtischen Rathauses, ausführlich.

### Weitere Literatur
In einigen weiteren Texten werden Kunstwerke von Izaak van den Blocke erwähnt.
- Horst Penner: Die ost- und westpreußischen Mennoniten in ihrem religiösen und sozialen Leben in ihren kulturellen wirtschaftlichen Leistungen, Teil 1, 1526–1772. Weiherhof 1978, S. 242 und 393.
- Horst Penner: Niederländische Täufer formen als Baumeister, Bildhauer und Maler mit an Danzigs unverwechselbarem Gesicht. In: Mennonitische Geschichtsblätter. 26. Jahrgang, neue Folge Nr. 21 v. 1969.
- Willi Drost: Kunstdenkmäler der Stadt Danzig. Bd. 1–5, Stuttgart 1957–1971.
- Willi Drost: Danziger Malerei vom Mittelalter bis zum Ende des Barocks. Ein Beitrag zur Begründung der Strukturforschung in der Kunstgeschichte. Berlin / Leipzig 1938. S. 124f. sehr kurz, [S. 365] 3 Tafeln (schwarz-weiß)
- Carl Knetsch: Die Künstlerfamilie von dem Block in Danzig. In: Mitteilungen des Westpreußischen Geschichtsvereins. 1903. S. 26–32, hier S. 31, sehr kurze Erwähnung
- Adolf Boetticher: Die Bau- und Kunstdenkmäler der Provinz Ostpreussen. 9 Bände, Königsberg 1893–1901.